# Rogate
Domenica Rogate (Vocem jucunditatis)  femte søndag efter påske. Det kommer af rogo (latin), jeg spørger eller beder. 
Rogatus (navneord, maskulinum) = anmodning, bøn
se mere her: Kirkeår